# Comuna d'Hao
Hao és una comuna de la divisió de les Tuamotu-Gambier, a la Polinèsia Francesa.
La comuna està dividida en tres comunes associades: Hao, Amanu i Hereheretue. El cap de la comuna és Hao. A més, inclou nou atols deshabitats o sense una població estable.
| Illa                           | Capital | Habitants (2007) | Superfície km² | Llacuna km² | Coordenades                                           |
| ------------------------------ | ------- | ---------------- | -------------- | ----------- | ----------------------------------------------------- |
| Hao                            | Otepa   | 1.121            | 47             | 497         | 18° 3′ 38″ S, 140° 59′ 15″ O / 18.06056°S,140.98750°O |
| Nengonengo                     |         | 0                | 9              | 68          | 18° 43′ S, 141° 40′ O / 18.717°S,141.667°O            |
| Manuhangi                      |         | 0                | 1              | 7           | 19° 12′ S, 141° 19′ O / 19.200°S,141.317°O            |
| Ahunui                         |         | 0                | 3              | 16          | 19° 37′ S, 140° 23′ O / 19.617°S,140.383°O            |
| Paraoa                         |         | 0                | 4              | 14          | 19° 8′ S, 140° 40′ O / 19.133°S,140.667°O             |
| Comuna associada d'Amanu       |         |                  |                |             |                                                       |
| Amanu                          | Ikitake | 163              | 9,6            | 240         | 17° 43′ S, 140° 39′ O / 17.717°S,140.650°O            |
| Rekareka                       |         | 0                | 2,7            | 0,7         | 16° 50′ S, 141° 55′ O / 16.833°S,141.917°O            |
| Tauere                         |         | 0                | 2              | 60          | 17° 22′ S, 141° 29′ O / 17.367°S,141.483°O            |
| Comuna associada d'Hereheretue |         |                  |                |             |                                                       |
| Hereheretue                    | Otetou  | 58               | 4              | 29          | 19° 52′ S, 144° 58′ O / 19.867°S,144.967°O            |
| Anuanuraro ¹                   |         | 0                | 7              | 7           | 20° 25′ S, 143° 31′ O / 20.417°S,143.517°O            |
| Anuanurunga ¹                  |         | 0                | 4,5            | 2,5         | 20° 38′ S, 143° 19′ O / 20.633°S,143.317°O            |
| Nukutepipi ¹                   |         | 0                | 0,6            | 2,2         | 20° 42′ S, 143° 3′ O / 20.700°S,143.050°O             |
| Comuna d'Hao                   | Otepa   | 1.342            | 115            | 912         |                                                       |

¹ Els tres atols formen les illes del Duc de Gloucester.